# Paratonia
Paratonia ou gegenhalten é definido como "uma forma de hipertonia e com uma resistência variável, durante o movimento involuntário passivo". Em outras palavras, a tentativa de mover o membro de uma pessoa com paratonia irá resultar em que a pessoa involuntariamente resistindo ao movimento. O valor da resistência é determinada pela velocidade do movimento: mais rápido, mais movimentos vigorosos irá resultar em maiores quantidades de resistência. Também está presente, independentemente do sentido do movimento.
Paratonia se podem distinguir a partir da espasticidade, observando uma falta de exagerados reflexos profundos do tendão e a falta de uma resposta de canivete. Pode ser distinguida de Parkinson (também conhecido como "lead-pipe") rigidez em que a quantidade de resistência em rigidez parkinsoniana não varia com a velocidade do movimento.
Paratonia desenvolve durante um período de demência e do grau de efeito é dependente de progresso da doença.
Paratonia foi classificado recentemente por especialistas, e não tem relação com a espasticidade muito mais típico associado com diplegia espástica e formas semelhantes de paralisia cerebral.